# 奥尔德斯门圣博托尔夫堂
奥尔德斯门圣博托尔夫堂（St Botolph without Aldersgate，或 St Botolph's, Aldersgate）位于伦敦市的奥尔德斯门街（Aldersgate Street），就在原伦敦城墙的城门奥尔德斯门（Aldersgate）外。该堂原为英国圣公会教堂，目前由伦敦市长老会（London City Presbyterian Church）使用，这是苏格兰自由教会（Free Church of Scotland）的一个堂会，每个主日举行聚会。在周间，这座建筑用于圣公会主教门圣海伦堂（St Helen's Bishopsgate）主办的午餐时段仪式（lunchtime services）。这里也是阿马蒂交响乐团的排练场地。
该堂起源于中世纪。这座教堂在伦敦大火中幸存下来，仅受到轻微损坏， 但随后失修，1788年至1791年重建。这座教堂以其美丽的内部和古老的管风琴而闻名。